# Helmut Latz
Helmut Latz (* 12. März 1955 in Köln) ist ein deutscher Ruderer und Olympiateilnehmer 1976 im Achter.
Der 1,65 m große Helmut Latz steuerte den Deutschland-Achter bei den Weltmeisterschaften 1975 auf den siebten Platz. Bei den Olympischen Spielen 1976 in Montreal/Kanada erreichte der von Latz gesteuerte Achter den vierten Platz. 
Helmut Latz war von 1972 bis 1974 dreimal Deutscher Meister mit dem Leichtgewichts-Achter des Ruder- und Tennisklubs Germania e.V. Köln. 1976 war er Deutscher Meister mit dem Deutschland-Achter, einer Rudergemeinschaft mit Angehörigen von fünf verschiedenen Vereinen, wobei Latz der einzige Vertreter des RTK Germania Köln war. Zusammen mit Frithjof Henckel und Volker Sauer belegte er 1976 den dritten Platz im Zweier mit Steuermann.